# 稻田朋美

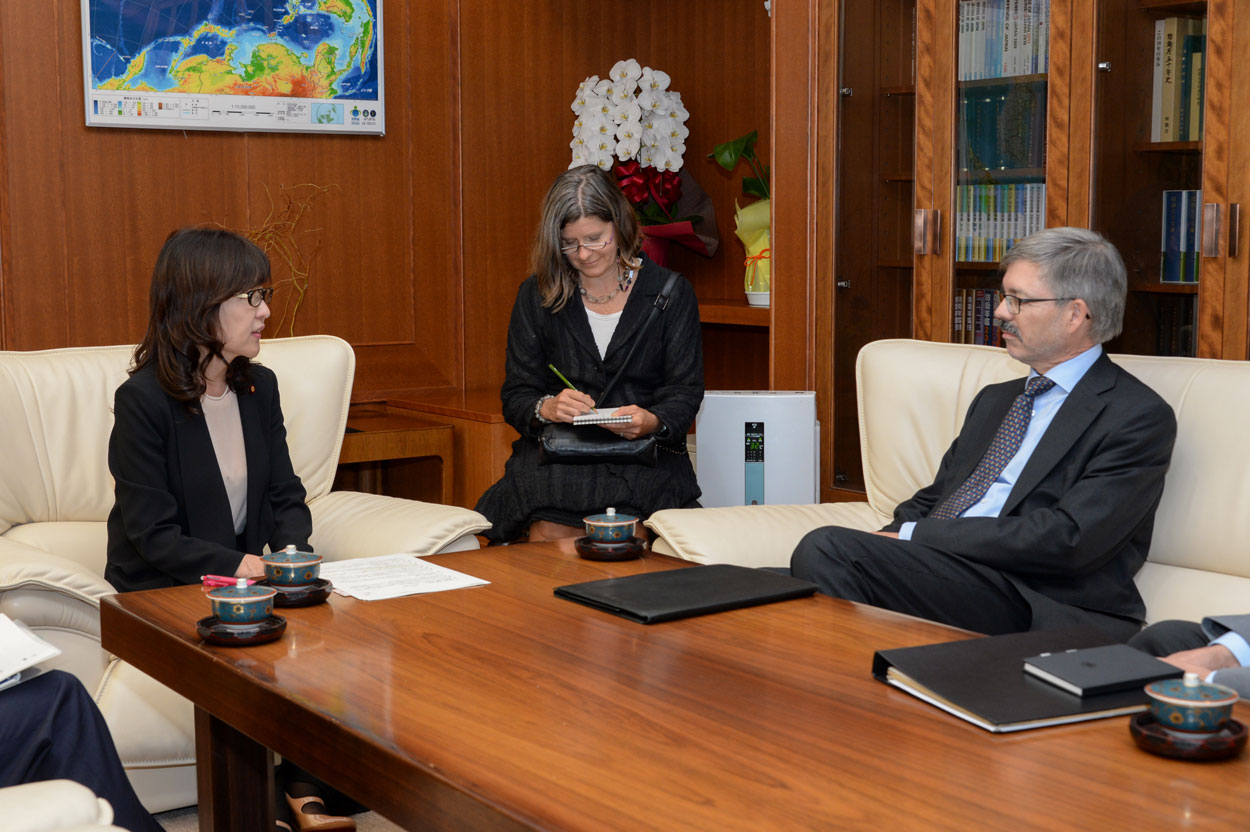
稻田朋美（左）於防衛大臣任內會見德國駐日大使魏翰楷（2016年）

稻田朋美（1959年2月20日—），日本女性政治人物、律師、稅務師，自由民主黨黨員（現屬安倍派），第15任防衛大臣（防相），為日本歷史上繼小池百合子後第二位出任此職的女性。她曾經為日本首相安倍晉三閣內的鷹派人物，有「女版安倍」的稱號，一度被外界視為安倍晉三的接班人。她出身於福井縣今立郡今立町（現越前市），2005年至今連續當選6屆日本國會眾議院議員。

## 生平經歷
1959年出生，父親為曾任右翼政治團體加油日本！全國行動委員會（頑張れ日本!全国行動委員会）京都本部代表的知名政治運動家椿原泰夫。
1977年自京都府立乙訓高等學校畢業，1981年畢業於早稻田大學法學部，1982司法考試合格，1983年任司法修習生（37期、同期的有西村眞悟、中村和雄），1985年正式成為律師（大阪辯護士會、2008年12月以後改登錄為福井辯護士會），1989年和稻田龍示律師結婚，1990年登錄為稅務師，2004年就任律師法人光明會代表。
2005年經山谷惠里子介紹，獲使人自民黨幹事長安倍晉三邀請出戰當年眾議院大選，在福井縣第1區擔任反對郵政民營化的松宮勳議員的「刺客」，結果成功當選眾議院議員。
2006年，「傳統與創造會」成立，稻田擔任會長。同年9月的自民黨總裁選舉，稻田是麻生太郎的推薦人之一。同年12月，加入清和政策研究會（町村派）。
2007年自民黨總裁選舉，包括町村派在內的八大派閥聯手包圍麻生太郎，推薦福田康夫，稻田依然聲明支持麻生。
2008年自民黨總裁選舉，稻田又擔任麻生的推薦人，麻生終於當選自由民主黨總裁。
2009年大選，自民黨慘敗，稻田是僅有的數名成功連任議員的「一期生」之一。自民黨下野後，稻田先後就任自民黨福井縣連會長、自民黨政權力委員會社會資本·網絡整備·情報通訊副擔當、自民黨影子內閣法務副大臣、影子內閣法務大臣。
2012年大選，自民黨大獲全勝重新執政，稻田獲任命為第二次安倍內閣的規制改革·行政改革·公務員改革擔當大臣，施政重點強調「推進公務員制度改革及行政各部門負責事務的調整」。
2016年8月3日，就任防卫大臣。
2017年7月28日，因对南苏丹联合国维和行动日报隐瞒问题负有监管责任，稻田辞去防卫大臣一职。
之後由於關注LGBT人權議題，被許多保守派視為變節。

## 政策理念
稻田是自民黨內新世代保守派的代表人物，對中國及韓國的立場極為強硬。

### 徵兵制
她主張應該讓日本的年輕男子人人去自衞隊服役，鍛煉他們的意志。她還表示「戰爭是人類靈魂進化的最高宗教活動」，但又在女性雜誌《女性SEVEN》（女性セブン）的採訪中反對徵兵，稻田朋美表示「自己有個已是大學生的兒子，若收到紅單被徵召去當兵是絕對非常厭惡的」，「廢除徵兵制度是世界的潮流，在日本恢復徵兵制度是不可能的」。

### 日本二戰問題
認為東京審判、波茨坦公告違反近代法的大原則（罪刑法定原則）。曾出席電影《南京的真實》的製作記者發布會，宣稱南京大屠殺的百人斬是虛構的。在就任防卫大臣后，稻田在接受记者提问时表示，不会收回之前关于二战历史的发言。

### 靖國神社問題
主張甲級戰犯合祀到靖國神社與昭和天皇停止參拜靖國神社沒有因果關係。曾經說「阻撓首相參拜靖國神社的忘恩之輩，沒有資格說道德和教育」。對於2008年的電影《靖國》獲得文化廳750萬日圓的補助金，稻田以補助金條件是禁止有政治訴求和政治偏向為由，要求影片為國會議員舉行試映會，但此舉遭到很多「侵犯言論自由」、「事前審查」的批評。

### 慰安婦問題
2013年5月，日本維新會代理會長橋下徹聲稱「當時，世界各國的軍隊皆設有從軍慰安婦制度」，對此稻田朋美提出抗議說「慰安婦制度對女性人權，是重大的侵害」。另一方面，稻田朋美認為，慰安婦制度「在戰爭期間是合法的制度，此乃事實」。

### 皇室典範改正問題
對於修改皇室典範必須慎重審議，組成「傳統與創造之會」，自任會長，反對女性宮家的創設。

### 跨太平洋戰略經濟夥伴關係協議（TPP）問題
原先反對日本參加跨太平洋戰略經濟夥伴關係協議（TPP，Trans-Pacific Strategic Economic Partnership），但是自第二次安倍內閣成立之後改採贊成態度。

### 夫婦選擇不同姓氏問題
反對夫婦可選擇別姓，認為此行會破壞一夫一妻的婚姻制度。

### 兒童色情問題
要求大力規管漫畫、動畫、遊戲的兒童色情問題。

### 首相競選相關問題
2015年6月17日，於路透社（Reuters）舉辦的演講會後，稻田朋美針對競選首相的問題回答，「只要是政治家，都會把成為首相當成人生目標」 。
2016年2月，日本首相安倍晉三在一個以企業女性幹部為主體的討論會上答覆說，稻田朋美與森雅子都是未來成為內閣總理大臣（首相）非常有利的候選人。

## 著作
- 《百人斬：自裁判開始至南京》（百人斬り裁判から南京へ） 文春新書 文藝春秋 (2007年) ISBN 4166605666
- 《我要守護日本：家族、故鄉、我的祖國》 （私は日本を守りたい 家族、ふるさと、わが祖国） PHP研究所 (2010年) ISBN 9784569777672
- 《今昔秀歌百撰》, 岡崎久彦、蔡焜燦、稲田朋美 等 共著，特定非営利活動法人文字文化協會 2012年

## 外部連結
- 稻田朋美官方網站
- 稻田朋美的Facebook專頁